# Майданак (комплекс)
Отдельный командно-измерительный комплекс «Майданак» (ОКИК «Майданак»; НИП-21; В/Ч 50065; УС «Ливадный» (позывной); ДМБ 19) — командно-измерительный комплекс, введённый в строй в 1980 году на восточной вершине плато Майданак в 45 км южнее города Шахрисабз на высоте 2750 м.
Данная территория обладает уникальным астроклиматом. На соседней вершине горы Майданак находится астрономическая обсерватория Майданак. Сейчас официальное название: Центр квантово-оптического слежения за космическими спутниками.

## История
Комплекс «Майданак» начал эксплуатироваться в 1980-м году после примерно пяти лет строительных работ и прокладки коммуникаций. Представляет собой двухтелескопный комплекс наблюдения, состоящий из телескопов на экваториальной и азимутальной монтировке. 31 марта 1987 года на взлетной площадке Майданака разбился вертолет Ми-8МТ
До декабря 1991 года входил в состав Военно-Космических сил (ВКС) СССР, а до декабря 1992 года — ВКС России как ОКИК «Майданак». В марте 1993 года с него были выведены российские военные и он полностью перешел в подчинение Министерства обороны Узбекистана. Дальнейшее совместное использование комплекса Узбекистаном и Россией предполагало использование российской стороной данных, получаемых узбекскими военными. В 1994-95 годах рассматривалась возможность включения комплекса в состав американской сети слежения за околоземным пространством, но планам этим не суждено было сбыться. До 2016 года проводились только работы по лазерной дальнометрии космических аппаратов различного назначения. В 2018 году комплекс полностью прекратил работу ввиду отсутствия финансирования и износа оборудования. 2023 году войсковая часть была расформированна.

## Основные инструменты
- Квантово-оптическая система (КОС) «Сириус»[7] состоящая из двух рядом стоящих башен телескопов, названных как Майданак-1 (международный номер пункта 1863) и Майданак-2 (международный номер пункта 1864).

## Направления исследований
- Фотометрические наблюдения космических аппаратов и объектов с видимой звездной величиной не слабее 12m и погрешностью определения яркости не более 0,2m,
- Измерение угловых координат: для космических аппаратов и объектов с угловыми скоростями до 40 угл. с/с, видимой звездной величине не слабее 15m — точность измерения 1-2 угл.с; для космических объектов с угловыми скоростями более 40 угл.с/с — точность измерения 5-10 угл.с,
- Измерение наклонной дальности (лазерная дальнометрия) до космических аппаратов, оснащенных уголковыми отражателями (ретрорефлекторами), с высотами орбит до 36000 км и погрешностью измерения не более 2 см.

## Состав комплекса
- Экваториальный и азимутальный телескопы, укомплектованные лазерными дальномерами и телевизионной следящей системой
- Узел связи
- Вычислительный центр
- Служба обеспечения
- Вертолетная площадка
- Гостиница
- Служебные строения